# Giardini-Naxos
Giardini-Naxos é uma comuna italiana da região da Sicília, província de Messina, com cerca de 8.715 habitantes. Estende-se por uma área de 5 km², tendo uma densidade populacional de 1743 hab/km². Faz fronteira com Calatabiano (CT), Taormina.

## Demografia
| Variação demográfica do município entre 1861 e 2011                               |
|                                                                                   |
| Fonte: Istituto Nazionale di Statistica (ISTAT) - Elaboração gráfica da Wikipedia |

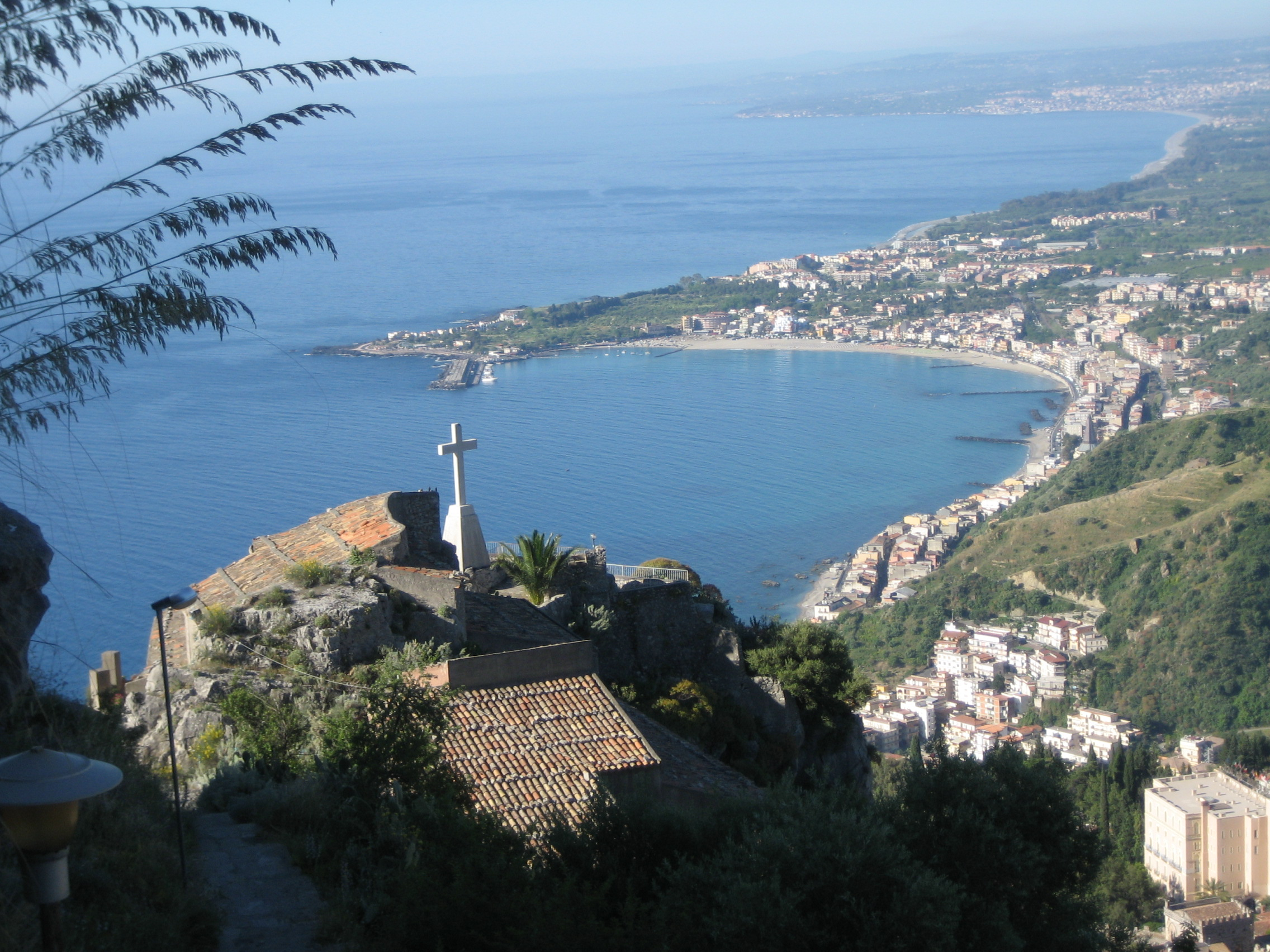
Giardini-Naxos, visto de Taormina
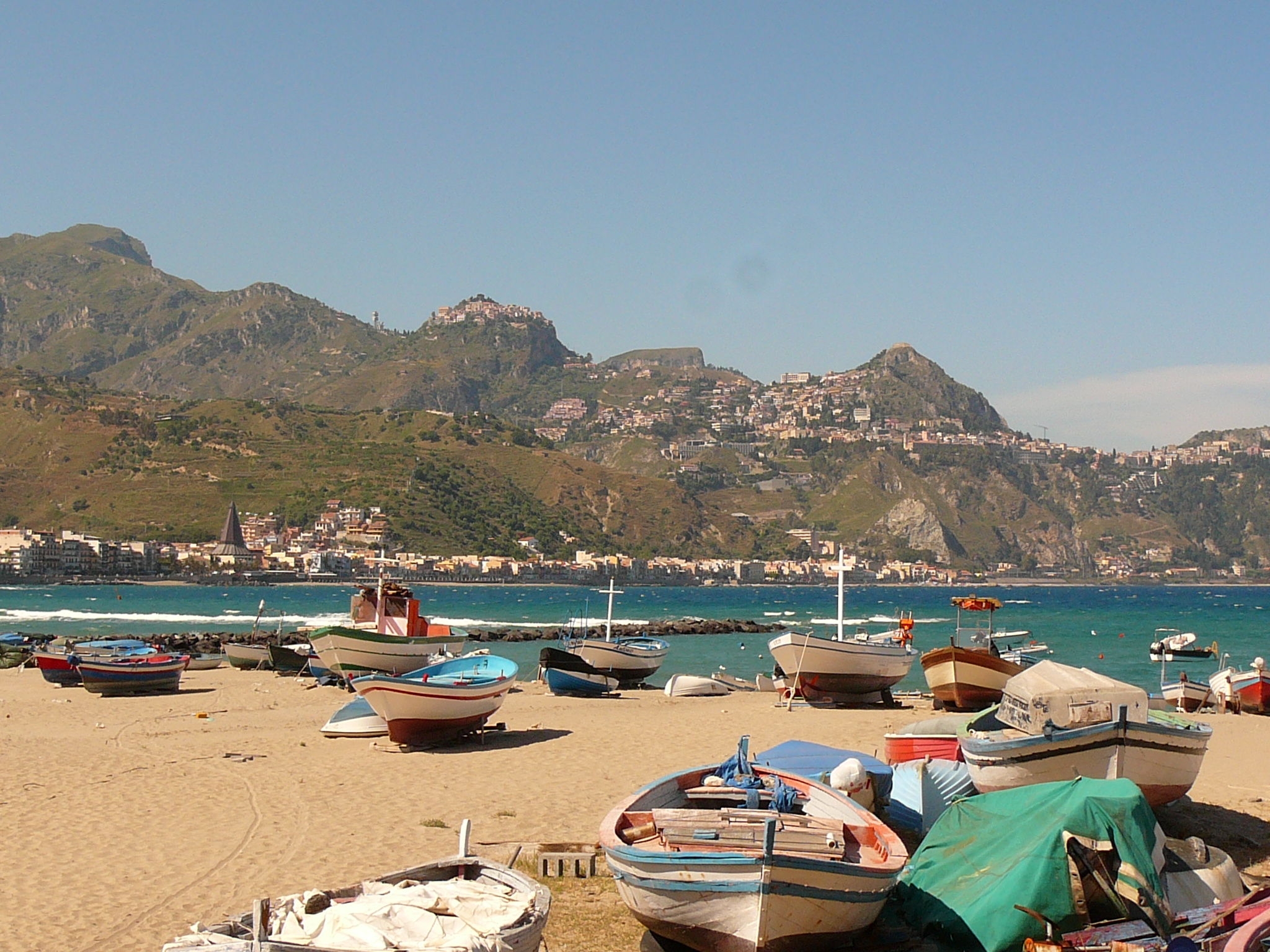
Giardini-Naxos - Praia